# Pseudoproboscispora aquatica
Pseudoproboscispora aquatica är en svampart som först beskrevs av S.W. Wong & K.D. Hyde, och fick sitt nu gällande namn av Punith. 1999. Pseudoproboscispora aquatica ingår i släktet Pseudoproboscispora och familjen Annulatascaceae.   Inga underarter finns listade i Catalogue of Life.